# Gemenele Bella

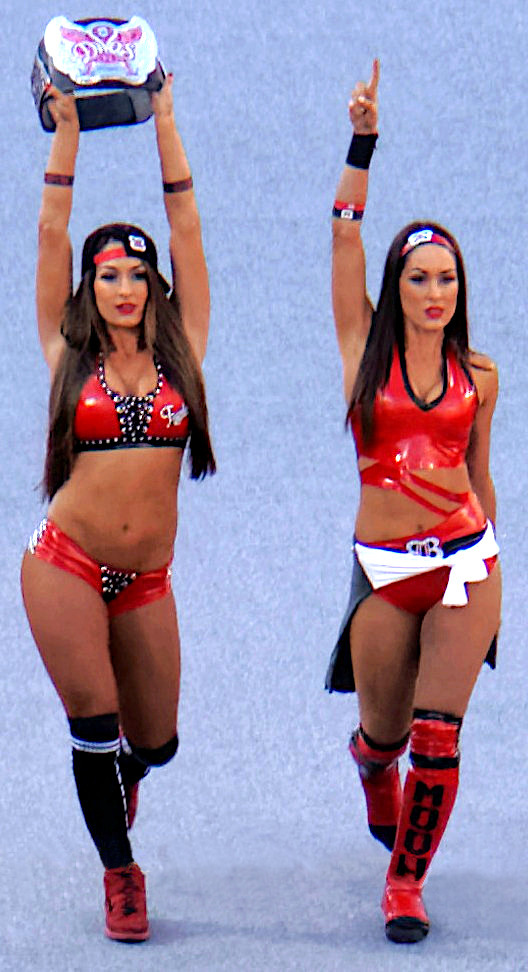
Nikki și Brie Bella

Brianna Monique Danielson (Garcia Colace) și Stephanie Nicole Garcia-Colace (născute la 21 noiembrie 1983) sunt modele americane și wrestlere profesioniste. Gemenele sunt profesioniste wrestling tag team sub numele de scenă Nikki și Brie Bella referindu-se la colectivul „The Bella Twins”. Ele lucrează pentru WWE.
Înainte să devină faimoase în universul WWE, ele au luptat la Florida Championship Wrestling, unde au fost antrenate de Tom Prichard, și puse să lupte în competiții la echipe.

În prezent, soțul lui Brie Bella, talentatul wrestler Daniel Bryan s-a retras, și urmează ca și Brie s-o facă. Nikki Bella deține titlul de campioană care a ținut cel mai mult centura, întrecând-o pe AJ Lee, soția lui CM Punk.